# 낭산강전투
낭산강전투(狼山江之戰)는 919년, 중국 오대 십국 시대에 오월과 오나라가 벌인 해전이다. 최초로 화염방사기가 사용된 해전이다.

## 세력
두 세력의 군대는 거의 엇비슷하다고 생각되는데, 대략 양 군은 500척의 화룡선(화룡선 항목 참조)을 가지고 있었다. 그 중에서도 오월은 우수한 화염방사기를 가지고 있었는데, 아마 이 화염방사기는 기름에 점화시킨 화약을 사용했을 것이다(그리스의 불)

## 과정
오나라 전함이 풍향을 타고 나가자 전원관은 배들을 이끌고 피신했으며, 이미 지나가자 후방에서부터 그들을 추격했다. 오나라 해군이 배를 돌렸지만 전전관은 순풍으로 잿가루를 날려보내 오나라 사람이 눈뜨지 못했다. 전투의 지휘관이었던 팽언장은 자살했으며, 이 전투에서 오월은 오나라 포로 7000명을 사로잡고 함대 400척을 침몰시키는 등 대승을 거두었다.